# Локонка (приток Судомы)
Локонка — река в России, протекает по Дедовичскому району Псковской области. Река вытекает из болота у озера Локно в 750 метрах к югу от деревни Михалёво, в Государственном водном реестре указано, что Локонка вытекает из озера Локно. Течёт река преимущественно на юг. Устье Локонки находится в 51 км по левому берегу реки Судома. Длина реки составляет 16 км.
Единственный населённый пункт на реке — деревня Пошибайлово Пожеревицкой волости

## Данные водного реестра
По данным государственного водного реестра России относится к Балтийскому бассейновому округу, водохозяйственный участок реки — Шелонь, речной подбассейн реки — Волхов. Относится к речному бассейну реки Нева (включая бассейны рек Онежского и Ладожского озера).
Код объекта в государственном водном реестре — 01040200412102000024410.